# Естели
Естелѝ (на испански: Estelí) е един от 15-те департамента на Никарагуа. Естели е с население от 228 766 жители (по приблизителна оценка от юни 2019 г.) и обща площ от 2230 км². Департамент Естели е разделен на 6 общини. Столицата на департамента е едноименния град Естели.